# صفوة معرفية
تُعرَف الصفوة المعرفية في المجتمع، وفقًا لريتشارد جيه هيرنستين وتشارلز موراي، بأنها تلك المجموعة التي تتمتع بمستويات ذكاء أعلى وبهذا لديهم فرص أفضل للنجاح في الحياة. تجسد تطور مفهوم الصفوة المعرفية أثناء القرن العشرين في كتابهم الصادر عام 1994 المخطط الجرسي (The Bell Curve). في هذا الكتاب، يرجح هيرنستين وموراي أن مفهوم الصفوة المعرفية هو إفراز المجتمع الأكثر تقنية والذي يقدم وظائف تتطلب مهارات مرتفعة بمعدل كاف ليشغلها ذوو مستويات الذكاء الأعلى. ويشير الكاتبان أيضًا إلى أنه بالتخلص من مفهوم العرق أو النوع أو الطبقة كمعايير، تصبح المعايير الرئيسية للنجاح في الحياة الدراسية والمهنية معتمدة بشكل رئيسي على القدرة المعرفية.
كتبت عالمة النفس التعليمي ليندا جوتفريدسون:
| صفوة معرفية | إن لاختلاف الذكاء أهمية كبيرة. ويجب على أعضاء الصفوة المعرفية المحافظة على هذا المبدأ، أو سيكون ذلك مشابهًا لما يحتج به الأثرياء من أن الأموال ليست لها أهمية. كما أن الاختلافات في عامل الذكاء العام تؤثر على حياة الأفراد وعائلاتهم. حيث تساعد على تشكيل النظام الاجتماعي وتحديد قدرتنا على إعادة تشكيله. | صفوة معرفية |

## وصلات خارجية
- http://www.indiana.edu/~intell/bellcurve.shtml#part1
- http://findarticles.com/p/articles/mi_qa3626/is_199507/ai_n8729354